# Malik Stanley
Malik Edward Stanley (* 7. Juni 1997 in Topeka, Kansas) ist ein US-amerikanischer American-Football-Spieler auf der Position des Wide Receivers.

## Werdegang
Stanley besuchte von 2011 bis 2014 die Shawnee Heights High School, an der er auch im Basketball und in der Leichtathletik aktiv war. Im Football-Team war er in den letzten beiden Jahren sowohl in der Offensive als auch in der Defensive Stammspieler. In seinem Senior-Jahr 2014 gewann er mit den Thunderbirds die Regionalmeisterschaft. Als Defensive Back (DB) wurde er anschließend in das erste und als Wide Receiver in das zweite All-League Team berufen. Darüber hinaus erhielt er als DB eine All-State-Auszeichnung.
2015 verpflichtete sich Stanley für das Coffeyville Community College. Als Sophomore fing er für die Red Ravens 58 Pässe für 712 Yards und sechs Touchdowns. Daraufhin wurde er in das erste Kansas Jayhawk Community College All-Conference Team gewählt. Zur Saison 2017 wurde er von der University of South Alabama rekrutiert. Zu Beginn des Jahres wurde erwartet, dass er als Redshirt aussetzen würde, doch er kam letztlich in zehn Spielen zum Einsatz und stand in den letzten neun Spielen in der Startaufstellung. Insgesamt verzeichnete er 324 Receiving Yards und drei Touchdowns. Im folgenden Jahr trug er viermal das Trikot der Jaguars. Für sein letztes College-Jahr transferierte er 2019 an die Louisiana Tech, wo er mit 649 Receiving Yards und drei Touchdowns ein wesentlicher Bestandteil der Bulldogs-Offensive war. Im Independance Bowl verhalf er seinem Team mit drei Receptions für 75 Yards zum 14:0-Sieg über die Miami Hurricanes. Für seine Leistungen wurde er mit einer ehrenvollen Erwähnung bei der All-Conference-Auswahl bedacht. Im März 2021 nahm Stanley am Pro Day seiner Alma Mater teil.
Für die Saison 2021 der Indoor Football League wurde Stanley von den Tucson Sugar Skulls verpflichtet. Er erzielte 82 Receiving Yards und zwei Touchdowns in acht Spielen. Mitte November gaben die Sugar Skulls die Verlängerung von Stanley um eine weitere Saison bekannt. Allerdings unterschrieb Stanley im März 2022 einen Vertrag bei den Panthers Wrocław aus der European League of Football (ELF). Bereits am ersten Spieltag gegen die Leipzig Kings fing Stanley seine ersten beiden Touchdowns für das polnische Team. Schließlich verzeichnete er in zwölf Spielen 1.099 Receiving Yards, womit er ligaweit den dritten Rang belegte. Mit den Panthers verpasste er mit einer negativen 5:7-Siegesbilanz die Playoffs. Nach der regulären Saison wurde er in das zweite ELF All-Star Team gewählt.
Für die ELF-Saison 2023 wechselte Stanley zu den Hamburg Sea Devils. Am vierten Spieltag fing Stanley neun Pässe für 116 Yards und vier Touchdowns, worauf hin er als ELF MVP der Woche ausgezeichnet wurde. Nach Saisonende zeichneten ihn die Sea Devils außerdem zum teaminternen Offensive Player of the Year aus.

## Statistiken
| Jahr                            | Team               | Spiele | Starts | Receiving | Receiving | Receiving | Receiving | Receiving | Receiving |
| Jahr                            | Team               | Spiele | Starts | Rec       | Tgt       | Yds       | Avg       | TD        | Lng       |
| ------------------------------- | ------------------ | ------ | ------ | --------- | --------- | --------- | --------- | --------- | --------- |
| European League of Football     |                    |        |        |           |           |           |           |           |           |
| 2022                            | Panthers Wrocław   | 12     | 11     | 87        | 118       | 1.099     | 12,6      | 12        | 65        |
| 2023                            | Hamburg Sea Devils | 12     | 12     | 67        | 123       | 924       | 13,8      | 9         | 65        |
| 2024                            | Munich Ravens      | 8      | 8      | 36        | 57        | 727       | 20,2      | 10        | 77        |
| ELF Gesamt                      | ELF Gesamt         | 32     | 32     | 190       | 298       | 2.750     | 14,5      | 31        | 77        |
| Quellen: sportsmetrics.football |                    |        |        |           |           |           |           |           |           |

## Ausbildung
Stanley hatte an der University of South Alabama Interdisziplinäre Studien als Schwerpunkt. Aufgrund seiner akademischen Leistungen an der Louisiana Tech University wurde er 2020 auf die Ehrenliste des Commissioners der Conference USA (C-USA) gesetzt und bekam eine C-USA Medaille verliehen.